# Euxoa caesia
Euxoa caesia là một loài bướm đêm trong họ Noctuidae.